# Cour des Prébendiers
La cour des Prébendiers est un ancien hospice bâti au XVIIIe siècle et situé à Liège en Belgique.

## Situation
Cet immeuble se situe au no 58 de la rue d'Amercœur, artère historique de la ville de Liège en rive droite de la Dérivation et au pied de la colline de Cornillon. Il ne faut pas confondre l'historique cour des Prébendiers décrite dans cet article avec l'adresse : Cour des Prébendiers située juste à côté et constituée d'immeubles modernes.

## Historique
Fondé au XIIIe siècle à l'emplacement d'une léproserie gérée par le couvent de Cornillon, l'hospice des Prébendiers accueillait au Moyen Âge des nécessiteux méritants (surtout des personnes âgées) choisis par le conseil de la Cité de Liège. L'ensemble actuel a été construit vers 1650. Saisis à la Révolution, les biens du couvent font partie au XIXe siècle du capital des Hospices civils. Aujourd'hui propriété du Centre public d'action sociale (CPAS) de Liège, la cour des Prébendiers a été restaurée en 2001 et 2002 et est devenue un centre d'hébergement pour personnes en difficulté sociale comprenant 11 logements et une capacité de 39 personnes logées.

## Description
Cette construction en carré, typique de nombreuses fermes de Hesbaye ou du Condroz voisins, s'articule autour d'une cour intérieure. L'immeuble est érigé en brique rouge sur soubassement de blocs de pierre calcaire avec encadrements des baies et bandeaux bâtis aussi en pierre calcaire (style mosan). Le porche d'entrée sous un arc en plein cintre est entouré de deux niches (vides) portant les inscriptions S. AVGVSTINE à gauche et S. IVLIANA à droite. Au-dessus du porche, on peut lire : QVIS RENVAT TANTIS ESSE SVB AVSPICIIS. À droite du porche, se trouve la conciergerie, de construction plus récente et, à gauche, le pignon de l'aile sud-est qui a une longueur d'environ 35 m. Cette aile se raccorde au fond de la cour perpendiculairement à l'aile sud-ouest mesurant plus ou moins la même longueur. Ces deux ailes constituent la plus grande partie habitable de l'édifice. Un autre niche se trouve sur l'aile sud-est. Elle porte l'inscription : S.MARIE MERE DE DIEV PRIES POUR NOVS. Un bâtiment complète le quatrième côté de la cour intérieure pavée et arborée.

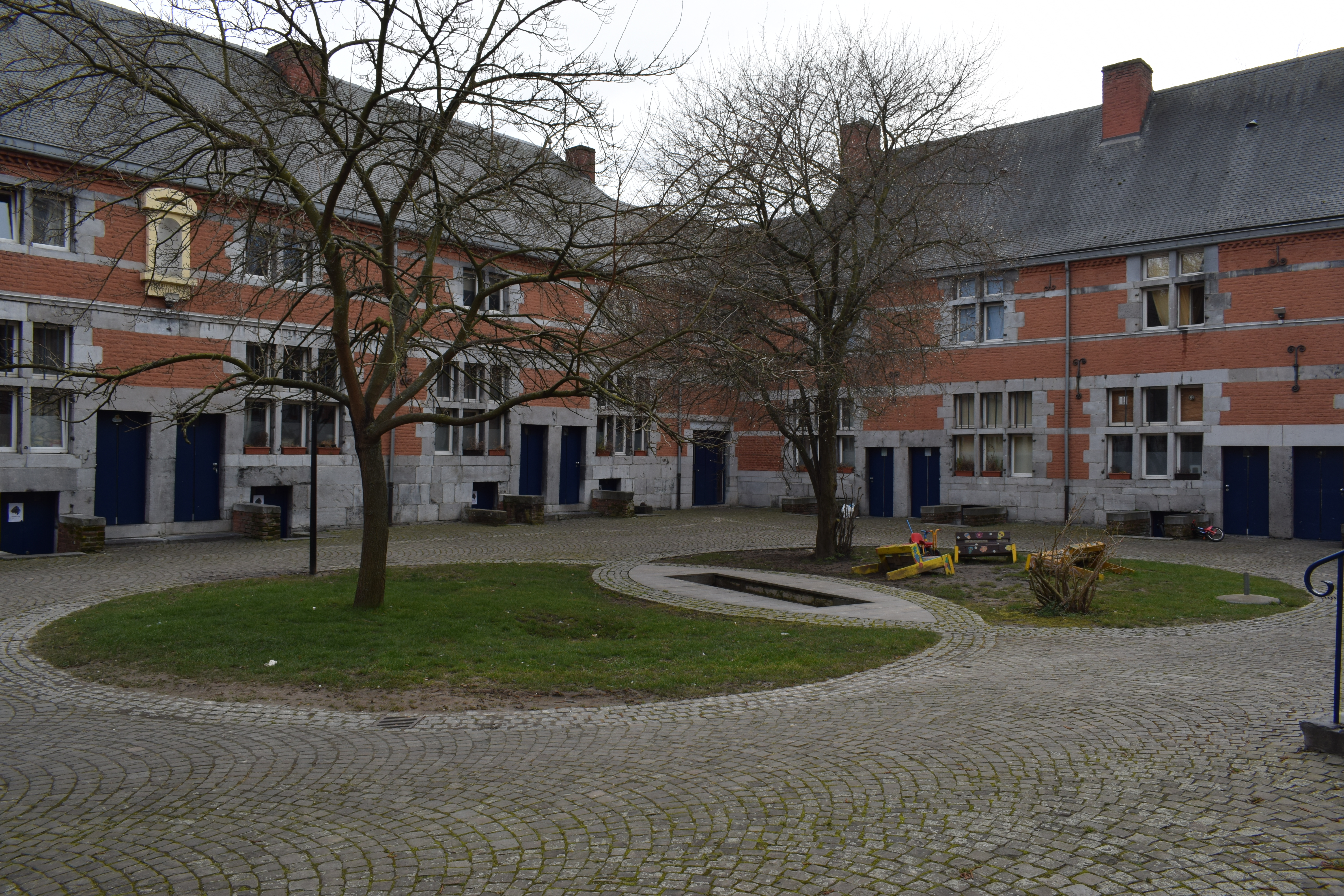
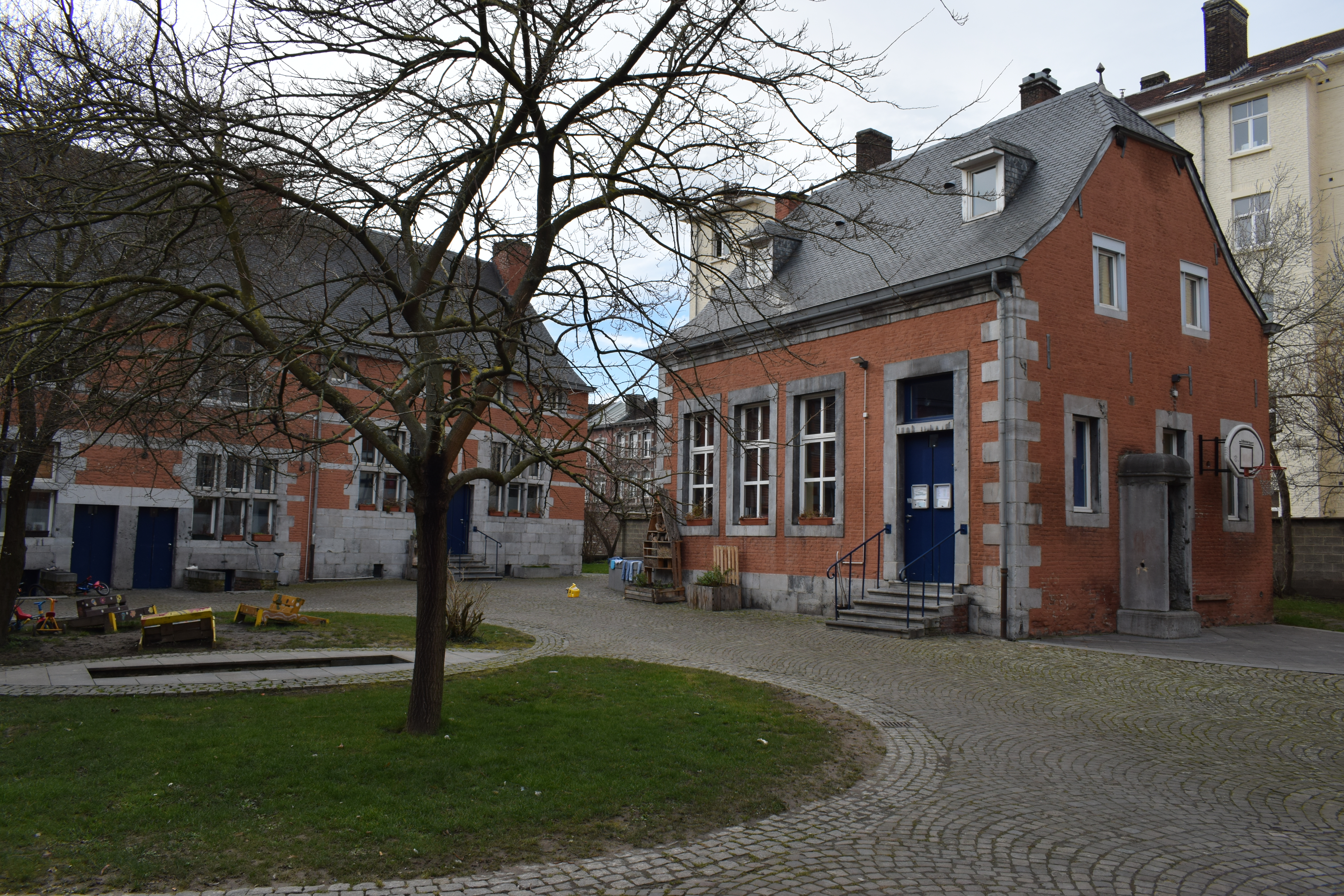
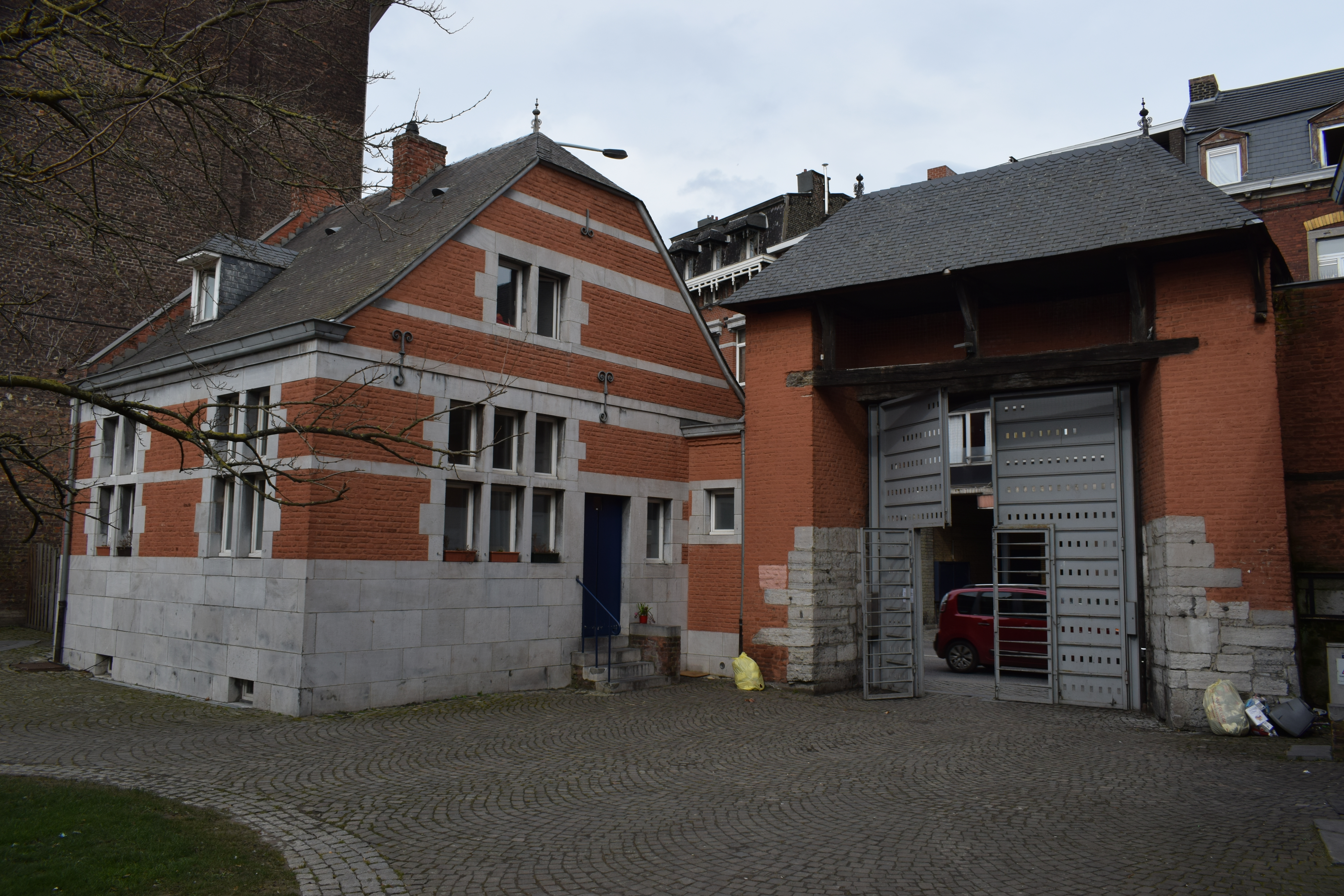

## Les Prébendiers
Une prébende désigne le « bénéfice ecclésiastique » attaché à la charge de chanoine ; ce revenu provenant du partage de la mense épiscopale,. Par extension, le terme s'est peu à peu appliqué à tout revenu découlant d'une charge ou fonction rémunérée de façon forfaitaire. Le terme de prébendier, ou bénéficiaire d'une prébende, peut également désigner un ecclésiastique servant au chœur, c'est-à-dire au-dessous du chanoine.

## Classement
La cour des Prébendiers est reprise sur la liste du patrimoine immobilier classé de Liège depuis le 29 mai 1952.

### Source et bibliographie
- Yannik Delairesse et Michel Elsdorf, Le nouveau livre des rues de Liège, Liège, Noir Dessin Production, décembre 2008, 2e éd. (1re éd. 2001), 512 p. (ISBN 978-2-87351-143-2 et 2-87351-143-5, présentation en ligne), page 353